# Jákup í Jákupsstovu
Jákup í Jákupsstovu (født Jacob Elias Henriksen) (født 7. juli 1922 i Sørvágur, død 24. februar 1976 i Tórshavn) var en færøsk organisationsmand, forfatter og socialistisk politiker (JF) og (T).
Han var valgt til Lagtinget fra Vágar, som repræsentant for Javnaðarflokkurin, 1945–1946 og er fremdeles den yngste, som nogensinde har været valgt til Lagtinget. Ved folkeafstemningen på Færøerne 1946 indtog han et klart standpunkt for selvstyre fra Danmark, imodsætning til resten af sit partis lagtingsgruppe, og han blev derfor ekskluderet af partiet.
Han stiftede Tjóðveldisflokkurin sammen med Hanus við Høgadalsá, Sigurð Joensen og Erlendur Patursson i 1948, men repræsenterede dog aldrig partiet som folkevalgt. Jákup í Jákupsstovu var alligevel en af partiets førende skikkelser i de første årtier.